# CE Dom Bosco
Clube Esportivo Dom Bosco – brazylijski klub piłkarski z siedzibą w mieście Cuiabá, stolicy stanu Mato Grosso.

## Osiągnięcia
- Mistrz stanu Mato Grosso (6): 1958, 1960, 1963, 1966, 1971, 1991

## Historia
Klub Dom Bosco założony został 4 stycznia 1925 roku. Po raz pierwszy mistrzostwo stanu Mato Grosso zdobył w 1958 roku. Później jeszcze pięć razy klub sięgał po tytuł stanowego mistrza. Dom Bosco trzykrotnie wziął udział w rozgrywkach pierwszej ligi brazylijskiej (Campeonato Brasileiro Série A) - w 1977, 1978 i 1979.